# The Cappuccino Songs
The Cappuccino Songs è il sesto album in studio della cantante britannica Tanita Tikaram, pubblicato nel 1998.

## Tracce
1. Stop Listening – 4:23
2. Light Up My World – 3:36
3. Amore Si – 4:02
4. Back In Your Arms – 4:01
5. The Cappuccino Song – 3:50
6. I Don't Wanna Lose at Love – 4:20
7. The Day Before You Came – 4:25
8. If I Ever – 3:41
9. I Like This – 3:58
10. I Knew You – 4:58

Tracce Bonus (Regno Unito)
1. I Don't Wanna Lose at Love (Single Version) – 3:53

Tracce Bonus (Italia)
1. And I Think of You - E penso a te – 4:17

Tracce Bonus (Giappone)
1. And I Think of You - E penso a te – 4:17
2. Feeling Is Gone – 3:21